# Mémorial Nécropole Ecumênica
Le Mémorial Necrópole Ecumênica est un cimetière vertical brésilien. Situé à Santos, dans l'État de São Paulo. Il est considéré comme le cimetière le plus haut au monde.

## Historique

### Création
Sa construction a commencé en 1983. Le premier enterrement a eu lieu le 28 juillet 1984.

### Caractéristiques et particularités
Le cimetière est composé de quartorze étages et occupe une superficie de 1,8 hectare et contient environ 16 000 tombes,. Il bat le record guinness du  cimetière vertical le plus haut du monde depuis 1991.

## Personnalités connues
- Pelé, la légende brésilienne du football, y est enterré[7].
- Les musiciens Chorão et Champignon (en), tous deux du groupe Charlie Brown Jr. (en), y sont également enterrés, après leur décès en 2013[8].